# Tiquadra drapetica
Tiquadra drapetica är en fjärilsart som beskrevs av Edward Meyrick 1919. Tiquadra drapetica ingår i släktet Tiquadra och familjen äkta malar. Inga underarter finns listade i Catalogue of Life.